# Poblado Ibérico del Cabezo de la Guardia
El poblado ibérico del Cabezo de la Guardia se encuentra situado a 6 kilómetros al norte de la villa de Alcorisa, en la comarca del Bajo Aragón (España). Del material encontrado en el yacimiento puede constatarse que el poblado tuvo un largo periodo de vida, que abarca desde el siglo V a. C. hasta plena romanización.
El Cabezo posee una cumbre amesetada, donde apenas existe nivel arqueológico, ya que los restos más importantes se extienden por las laderas, en donde se encuentran las habitaciones y muros defensivos y de contención del poblado. En concreto, en la ladera noroeste se han descubierto dos habitaciones contiguas. Los rasgos generales de ambas habitaciones, en cuanto a su técnica constructiva se refiere, son semejantes, con paredes de piedra sin escuadrar y colocadas a junta seca, bien totalmente de piedra o con una base de burdo tapial, asentadas por una doble pared, de forma que cada habitación tiene la suya propia. En la ladera este del Cabezo, se han localizado las termas romanas de una villa.